# سیارک ۲۱۹۳۲
سیارک ۲۱۹۳۲ (به انگلیسی: 21932 Rios، نامگذاری:1999VP65) بیست و یک هزار و نهصد و سی و دومین سیارک کشف شده‌است که در ۴ نوامبر ۱۹۹۹ کشف شد.
قدر مطلق سیارک برابر ۱۷.۰ است.